# Belinda Total
Belinda Total – album będący zbiorem największych hitów Belindy. Wydany w Meksyku 14 sierpnia 2006 roku. Dystrybutorami są Sony BMG i RCA Records. Znajdują się na niej skomponowane przez nią piosenki do jej telenowel.

## Lista utworów
1. „¡Amigos X Siempre!” 3:15
2. „Alcanzar la libertad” 3:34
3. Mi ángel de amor” 2:23
4. „Todo Puede Suceder” 3;45
5. „Cómplices al rescate (Poppurri Pop y Grupera) 3:25
6. „Superstar” 3:18
7. „El baile del sapito” 3:02
8. „Lazos” 3:43
9. „Sácame a bailar” 3:34
10. „Al rescate ¡Ya!” 3:19
11. „Aventuras en el tiempo” 2:40
12. „De niña a mujer” 3:31
13. „Lo siento (I'm sorry)” 3:30
14. Boba Niña Nice (Teenage Superstar)” 3:02
15. „Ángel (Once In Your lifetime)” 3:42
16. „Vivir (Any Better)” 3:04
17. „Be Free” 3:35
18. Muriendo Lento” feat. Moderatto 4:12

+ 6 videoclipów
Single
- „Lo siento” (I'm Sorry)
- „Boba niña nice” (Teenage Superstar)
- „Ángel” (Once In Your Lifetime)
- „Vivir” (Any Better)
- „Be Free"
- „Muriendo Lento (Moderatto feat. Belinda)”